# Czesław Kępczyński
Czesław Kępczyński (ur. 7 lipca 1931 we wsi Zamość, gm. Rościszewo, zm. 22 kwietnia 2005) – rzeźbiarz ludowy.
Rodzice posiadali niewielkie gospodarstwo rolne, poza tym utrzymywali się z krawiectwa. W 1938 r. przenieśli się do Sierpca. W 1941 r. wywieziony na roboty do Niemiec, wrócił do kraju po wojnie. W 1955 r. zamieszkał w Józefowie koło Gójska, pow. Sierpc.
Ukończył szkołę podstawową, gospodarował na roli, pracował w spółdzielni produkcyjnej i w kółku rolniczym. Z rzeźbą zetknął się dość wcześnie dzięki rodzinnemu pokrewieństwu z rzeźbiarzami: Mieczysławem Ruszkowskim i Edmundem Nowakowskim z Brzeszczek Dużych, w powiecie rypińskim.
Podczas pobytu na robotach w Niemczech zaczął strugać różnorodne figurki dla własnej przyjemności, niektóre z nich sprzedawał. W 1960 r. po raz pierwszy zaprezentował swoje prace na wystawie sztuki ludowej. W 1963 r. wziął udział w konkursie sztuki ludowej zorganizowanym przez Cepelię i otrzymał wyróżnienie za rzeźbę Chrystusa Frasobliwego. Ten sukces zadecydował o poważniejszym traktowaniu rzeźbiarstwa. Zaczął rzeźbić dla Cepelii i dla Desy oraz do muzeów. Brał udział w licznych konkursach i wystawach, rokrocznie przyjeżdżał do Płocka na kiermasze sztuki ludowej, przywożąc coraz to nowe rzeźby. Prace Kępczyńskiego zakupiły także kolekcje zagraniczne.
Tematyka rzeźb sakralnych Kępczyńskiego ograniczała się do kilku postaci: Matki Boskiej Skępskiej i Żurawińskiej, Chrystusa Frasobliwego, Chrystusa Ukrzyżowanego, Piety. Tworzył też postacie historyczne, podejmował tematy związane z życiem wsi i aktualne. W 1973 r. wykonał kilka postaci Kopernika z okazji Roku Kopernikańskiego i konkursu zorganizowanego przez Muzeum Etnograficzne w Toruniu
Rzeźbił w drewnie lipowym przy pomocy kilku zwykłych narzędzi: nożyka, dłutek, siekiery. Rzeźby malował zwykłymi farbami olejnymi lub emaliami, niekiedy pozostawia je w surowym drewnie. Czasem preparował materiał, np. gotując go w oleju, rzeźbił też w tzw. czarnym dębie, wydobywanym z okolicznych torfowisk. Należał do Stowarzyszenia Twórców Ludowych.
Prace jego znajdują się m.in. w Muzeum Wsi Mazowieckiej w Sierpcu, Muzeum Polskiej Sztuki Ludowej w Otrębusach, Muzeum Szlachty Mazowieckiej w Ciechanowie.